# Portia heteroidea
Portia heteroidea är en spindelart som beskrevs av Xie L., Yin C. 1991. Portia heteroidea ingår i släktet Portia och familjen hoppspindlar. Inga underarter finns listade i Catalogue of Life.